# Robert Allgayer
Robert Allgayer (24 septembre 1947, 10 octobre 2020) est un ichtyologiste français spécialiste des poissons d'eau douce (famille des cichlidés). 
Titulaire d'un DESS de biologie, il est attaché au musée zoologique de l'université Louis Pasteur et de la ville de Strasbourg (1987).

## Biographie[2]
Titulaire d'un DESS de biologie, attaché au musée zoologique de l'université Louis-Pasteur et de la ville de Strasbourg (1987).
Membre de la Société française d'ichtyologie.
Membre d'honneur de la Société linnéenne de France.
Collaborateur et auteur de la revue Aquarama (documentaliste dès 1980 puis rédacteur en chef de 1988 à 1993), de très nombreux articles et livres écrits dont une grande partie consacrée aux cichlidés.
Vice-Président d'Honneur des Amis de l'Aquarium 1932, Strasbourg.
Longtemps vice-Président de l'association France Cichlid dont il est l'un des membres fondateurs.
Reconnu comme le spécialiste français de la systématique et de la classification des cichlidés (notamment) dont il a décrit de nombreuses espèces.

## Voyages
Les photos et films réalisés lors de ces voyages lui permettent de présenter de nombreuses conférences dans toute la France.

## Publication
Notamment:
- Cichlidés du Tanganyika
- Maladies et traitements des poissons d'aquarium
- Un guide pratique consacré à la systématique, nomenclature, taxonomie
- Plantes d'aquarium de Robert Allgayer (11 janvier 2007)
- PLANTES DECORS AQUARIUM de Robert Allgayer (1er février 1993)
- ENCYCLOPEDIE VISUELLE DE L AQUARIUM de Collectif (18 octobre 2007)
- Catalogue des Cichlidés 1 - Catalogue alphabétique des poissons cichlides - pisces, perciformes, cichlidae Bonaparte, 1840 - Note: Texte en français, anglais, allemand - Édition: Dauendorf - R. Allgayer , 1987 - Auteur du texte : Robert Allgayer
- Catalogue des Cichlides - pisces, perciformes, cichlidae Bonaparte, 1840 - Édition: Dauendorf - R. Allgayer, 1987 - Auteur du texte : Robert Allgayer
- Les cichlidés du lac Tanganyika - Édition Fédération française d'aquariophilie, impr. 2009 - Auteurs du texte : Robert Allgayer, Claude Vast
- Encyclopédie du Discus - Édition: Strasbourg : AQUARAMA-SOPIC, 1986 - Auteur du texte : Robert Allgayer, Jacques Téton
- Encyclopédie du discus 2e éd. - Édition: Strasbourg - Ed. "Aquarama", 1993 - Auteur du texte: Robert Allgayer, Jacques Téton
- Maladies des poissons d'aquariums et leurs traitements - Édition :  Fédération française d'aquariophile, 2011 - Auteur du texte : Robert Allgayer, Claude Vast
- Nomenclature, systématique, taxonomie - Édition : Saint-Julien-les-Villas - Fédération française d'aquariophilie, 2007 - Auteur du texte : Robert Allgayer
- Plantes d'aquarium - Édition: [Paris] : Artémis éd. , 2002 - Auteur du texte: Robert Allgayer
- Plantes d'aquarium - Édition: [Paris] : Artémis éd. , impr. 2006 - Auteur du texte: Robert Allgayer
- Plantes et décors d'aquarium - Bordas , 1986 - Auteur du texte: Robert Allgayer - Illustrateur: Jacques Téton
- Poissons de l'Amérique tropicale. Robert Allgayer 2017 Editions de la Fédération Française d'Aquariophilie (FFA) 320 pp. Limoges.
- Le guide pratique des Chaetodontidés. R. Allgayer 2018 Editions de la Fédération Française d'Aquariophilie (FFA) 112 pp. Limoges